# Oleg Romanishin
Oleg Mikhailovich Romanishin (Leópolis, 10 de janeiro de 1952) é um jogador de xadrez ucraniano e ex-campeão Europeu de juniores.
Romanishin participou do Torneio interzonal em Riga (1979) terminando em quinto e Taxco (1985) terminando em 12° lugar. No Torneio de Candidatos, foi eliminado nas quartas de final no Torneio de Candidatos de 1995 (PCA).
Nas Olimpíadas representou a União Soviética , em Buenos Aires (1978) ajudando a conquistar a medalha de prata por equipes. A partir de 1996 passou a defender a Ucrânia tendo conquistado uma medalha de prata e duas de bronze em Yerevan (1996), Elista (1998) e Istambul (2000) 